# Henri-Louis Henry
Pour les articles homonymes, voir Henry.
Henri-Louis Henry (né le 21 juillet 1838 à Cortaillod et mort le 17 février 1905 à Peseux; réformé, originaire de Cortaillod) était un homme politique suisse, membre du Parti radical-démocratique.

## Biographie
Henri-Louis Henry est né le 21 juillet 1838 à Cortaillod, fils du vigneron et agriculteur Louis Henry et de Louise, née Mentha. Henri-Louis Henry a d'abord été employé comme instituteur dans le Val de Travers et à La Béroche à partir de 1856, avant d'être employé pendant trois ans en Espagne après 1859 comme secrétaire de l'ingénieur Jämes Ladame, chargé de la construction des voies ferrées. Par la suite, Henri-Louis Henry travaille comme homme d'affaires à La Chaux-de-Fonds de 1868 à 1880.
Il a également été membre du conseil d'administration du Chemin de fer Neuchâtel Jura et de 1888 à 1890 à la Banque cantonale de Neuchâtel. Il était également un membre actif de l'Église régionale.
Henri-Louis Henry était marié à Louise-Françoise, la fille du boulanger François Quidort. Il est décédé le 17 février 1905 à l'âge de 66 ans à Peseux.

## Carrière politique
Henri-Louis Henry, membre du Parti radical-démocratique, se consacre à la politique à partir de 1880. Au niveau communal, il est membre du conseil général de Peseux de 1884 à 1887 et de 1897 à 1905, et du conseil communal de 1887 à 1897. Au niveau cantonal, il représenta son parti au Grand Conseil du canton de Neuchâtel entre 1883 et 1889. Au niveau fédéral, il est membre du Conseil national de 1885 à 1887 en tant qu'expert des questions financières.